# Taurus (TV-serie)
För andra betydelser, se Taurus.
Taurus är en svensk TV-serie, producerad 2001 av SVT Drama.

## Handling
När Martin får reda på att han är dödssjuk innebär det ett slut på tiden i fängelset och början på en osäker tid utanför murarna.

## Skådespelare
- Boman Oscarsson - Martin Wallin
- Cecilia Frode - Linda Berg
- Morgan Alling - Viktor Muhr
- Natalie Gourman - Sofia Wallin
- Roland Hedlund - Martins far
- Roger Storm - Per
- Agneta Ekmanner - Sara Zilken
- Lennart Hjulström - Axel Morén
- Tomas Pontén - Bengt Velin
- Per Holmberg - Olle Strand
- Reuben Sallmander - Fredrik Loman
- Jonas Cornell - Zethraeus
- Jacob Nordenson - Möller
- Carl-Åke Eriksson - Kyrkoherden
- Kajsa Reingardt - Gun
- Ralph Carlsson - Tore
- Loa Falkman Thomas Lagerlöf
- Inger Liljefors - Sonja
- Barbro Oborg - Lindas mor
- Ann Petrén - Läkare
- Sofia Rönnegård - Expedit
- Lis Nilheim - Lagerlöfs fru
- Christer Flodin - Internutredare
- Linda Krüger - Kvinna på TV
- Fredrik Myrberg - Man på TV
- Katarina Sandström - Nyhetsankare

## Produktionsteam i urval
- Rickard Petrelius - Regi
- Dick Ying - Steadicam